# Străisteni, Chișinău
Străisteni este un sat din componența comunei Băcioi din sectorul Botanica, municipiul Chișinău, Republica Moldova. Prin satul Străisteni trece șaseaua Chișinău - Cimișlia.

## Transport Public
Satul Străisteni este conectat cu orașul Chișinău prin ruta de autobuz nr. 4.

## Demografie

### Structura etnică
Structura etnică a localității conform recensământului populației din 2004:
| Grup etnic                    | Populație | % Procentaj |
| ----------------------------- | --------- | ----------- |
| Băștinași declarați Moldoveni | 489       | 95,14%      |
| Ucraineni                     | 15        | 2,92%       |
| Ruși                          | 7         | 1,36%       |
| Bulgari                       | 2         | 0,39%       |
| Găgăuzi                       | 1         | 0,19%       |
| Total                         | 514       |             |

1. ↑  Recensământul populației din 2004. Caracteristici demografice, naționale, lingvistice, culturale statistica.md